# Prêmio O Cara da Rodada de 2013
O prêmio O Cara da Rodada de 2013 foi a segunda edição deste prêmio, que é uma condecoração dada pelo diário esportivo Lance! ao futebolista mais votado no LANCE!Net após uma rodada do Campeonato Brasileiro de Futebol de 2013 - Série A.

## Vencedores
- Fonte:LanceNet![2]

| Rodada | Jogador        | Equipe      |
| 1ª     | Nilton         | Cruzeiro    |
| 2ª     | Luis Fabiano   | São Paulo   |
| 3ª     | Emerson        | Corinthians |
| 4ª     | Alex           | Coritiba    |
| 5ª     | Gabriel        | Flamengo    |
| 6ª     | Alexandre Pato | Corinthians |
| 7ª     | Montillo       | Santos      |
| 8ª     | Juninho        | Vasco       |
| 9ª     | Juninho        | Vasco       |
| 10ª    | Seedorf        | Botafogo    |
| 11ª    | Rafael Marques | Botafogo    |
| 12ª    | Lauro          | Portuguesa  |
| 13ª    | Hernane        | Flamengo    |
| 14ª    | Vitinho        | Botafogo    |
| 15ª    | Bolívar        | Botafogo    |
| 16ª    | Dedé           | Cruzeiro    |
| 17ª    | Lucas Silva    | Cruzeiro    |
| 18ª    | Hyuri          | Botafogo    |
| 19ª    | Alex           | Coritiba    |
| ------ | -------------- | ----------- |

| Rodada | Jogador         | Equipe      |
| 20ª    | Hyuri           | Botafogo    |
| 21ª    | Elias           | Botafogo    |
| 22ª    | Júlio Baptista  | Cruzeiro    |
| 23ª    | Cássio          | Corinthians |
| 24ª    | Nilton          | Cruzeiro    |
| 25ª    | Borges          | Cruzeiro    |
| 26ª    | Ricardo Goulart | Cruzeiro    |
| 27ª    | Seedorf         | Botafogo    |
| 28ª    | Rafael Marques  | Botafogo    |
| 29ª    | PH Ganso        | São Paulo   |
| 30ª    | Aloísio         | São Paulo   |
| 31ª    | Éverton Ribeiro | Cruzeiro    |
| 32ª    | Éverton Ribeiro | Cruzeiro    |
| 33ª    | Éverton Ribeiro | Cruzeiro    |
| 34ª    | Fábio           | Cruzeiro    |
| 35ª    | Seedorf         | Botafogo    |
| 36ª    | Diego Tardelli  | Atlético-MG |
| 37ª    | Cícero          | Santos      |
| 38ª    | César           | Flamengo    |
| ------ | --------------- | ----------- |